# 法理型权威
法理型權威（英語：Rational-legal authority）是以法律为依据进行统治与管理，法理型权威源自规则与管制，典型的是有文字记载的法律、诉讼程序或行为守则。换言之，权力是由法律所赋予，民众的服从是基于现实理性，与领袖的个人特质无关，官僚组织或科层制的领袖属于此一类型。其又稱為「理性權威」，「法型權威」，「理性管制」，「法理管制」或「科層權威」，是一種領導的形式。
在這種形式下組織或政權的權威很大程度與法制上的理性、合法性和科層制度連繫。根據這種分類的方法，二十世紀大多數的現代國家，皆以法理型權威的形態實行統治。
社會學中，法理型權威的概念來自於馬克斯·韋伯「三種統治形式」理論（這是其中一種社會學家用以為政府分類的其中一個方法）；相比法理型權威，另外兩種則為傳統型權威和感召型權威。這三種統治形式都是韋伯心目中理型的例子；對他而言，歷史上該些形式都會以混合的情況出現。在傳統型權威中，權威的合法性來自於傳統；在感召型權威中，權威的合法性來自於統治者個人的人格及領導才能；而在法理型權威中，權威的合法性則來自法制及科層制度。

## 法制理性及合法性
在法理型權威中，合法性來自於一個法律秩序及在其中產生的法律。韋伯定義「法律秩序」為一個系統：在這個系統中，規則的產生和遵行被賦予合法性，皆因它們和其他規則的產生和遵行方法同出一轍。再者，規則的執行和「合法使用武力」的情景，則被賦予由政府機關全權處理。

## 現代國家的建立
韋伯指出，以法理型權威為本之現代國家的建立，是由西方文明世界中獨有的父權及封建權力鬥爭中衍生出來。現代西方國家建立的條件是：
1. 行政手段及控制方法由中央單位，透過穩定而歸一的稅收系統和武力的使用，統一集合起來
2. 立法體系統一集合
3. 建立了一個依附中央單位的官僚系統

他認為上述元素在不同的時間或地點皆出現過，但只有在西方文明世界他們才能一起出現。以下是驅使他們一起出現的條件：
1. 法理型權威的建立 (不同的西方階級群組驅使其建立)
2. 現代科層組織的建立。這進而需要：

- 金錢經濟的發展：官員以金錢而非實物 (如土地) 作為獎賞
- 行政工作質化及量化的擴張
- 行政中央化及變得更有效率

### 現代國家
根據韋伯所言，現代國家的存在是當一個政治共同體擁有：
1. 一個透過立法體系建立及定義其角色的行政和法律制度 (制度可適時由立法體系改變)
2. 一個在其管轄權下，能對所有公民及行動而行使的權威
3. 一個在其管轄權下，合法使用武力的權利

的時候。對於韋伯的定義，一個重要的特徵是：現代國家是一個科層制度。絕大部份二十世紀以降的現代國家，皆屬於這種國家類型。

## 法理型領袖
大部份的現代科層官員及政治領袖皆是這種權威下的代表。
官員：
- 不受個人因素所限
- 向更高權威負責
- 其委任是以操守及資歷／技術為考慮
- 須無差別地執行受委派的職務
- 其工作為全職
- 其工作的獎賞為薪金或一個升職的前景

政治家：
- 為自己的行動全權負責
- 需符合法治與正當性的公共行為
- 應在普選的條件下，利用個人的吸引力勝出選舉